# Camanastus insularis
Camanastus insularis is een hooiwagen uit de familie Zalmoxioidae. De wetenschappelijke naam van Camanastus insularis gaat terug op Roewer.